# Список млекопитающих Японии
Это список видов млекопитающих, зарегистрированных в Японии (за исключением одомашненных и содержащихся в неволе популяций). Из 172 видов млекопитающих, обнаруженных в Японии — 112 видов местных наземных млекопитающих (те, которые являются эндемичными указаны ниже; это число включает 37 видов летучих мышей), 19 интродуцированных видов, 40 видов китообразных — 161 вид данного региона занесены в Красную книгу МСОП: из них 4 таксона находятся на грани исчезновения (Ириомотейская кошка, Окинавская мышь, Янбарская ночница и Цусимский трубконос), 21 вид находится под угрозой исчезновения, 8 видов находятся в уязвимом положении, а 10 — близки к уязвимому положению; Японский морской лев (Zalophus japonicus) и Нетопырь Стэрди (Pipistrellus sturdeei) оцениваются как вымершие. Хотя на глобальном уровне серый волк считается видом под наименьшей угрозой, два японских подвида, Японский волк (Canis lupus hattai) и Волк Хонсю (Canis lupus hodophilax), являются ещё одним примером недавнего вымирания; в Красной книге Министерства окружающей среды Японии 2020 года также перечислены как вымершие Окинавская летучая лисица и Японская выдра, а также подвиды речных выдр Хоккайдо.
Следующие теги используются для выделения статуса сохранения каждого вида по оценке МСОП:
- — вымершие в дикой природе виды
- — исчезнувшие в дикой природе, представители которых сохранились только в неволе
- — виды на грани исчезновения (в критическом состоянии)
- — виды под угрозой исчезновения
- — уязвимые виды
- — виды, близкие к уязвимому положению
- — виды под наименьшей угрозой
- — виды, для оценки угрозы которым не хватает данных.

## Подкласс:Звери

### Инфракласс:Плацентарные

#### Отряд:Сирены(ламантины и дюгони)
- Семейство: Дюгоневые
  - Род: Дюгонь
    - Дюгонь, Dugong dugon  (MOE: ) (северная Окинава; самая северная популяция в мире[3]; объявлен Памятником природы в соответствии с Законом об охране культурных ценностей[4])

#### Отряд:Приматы
- Подотряд: Сухоносые приматы
  - Инфраотряд: Обезьянообразные

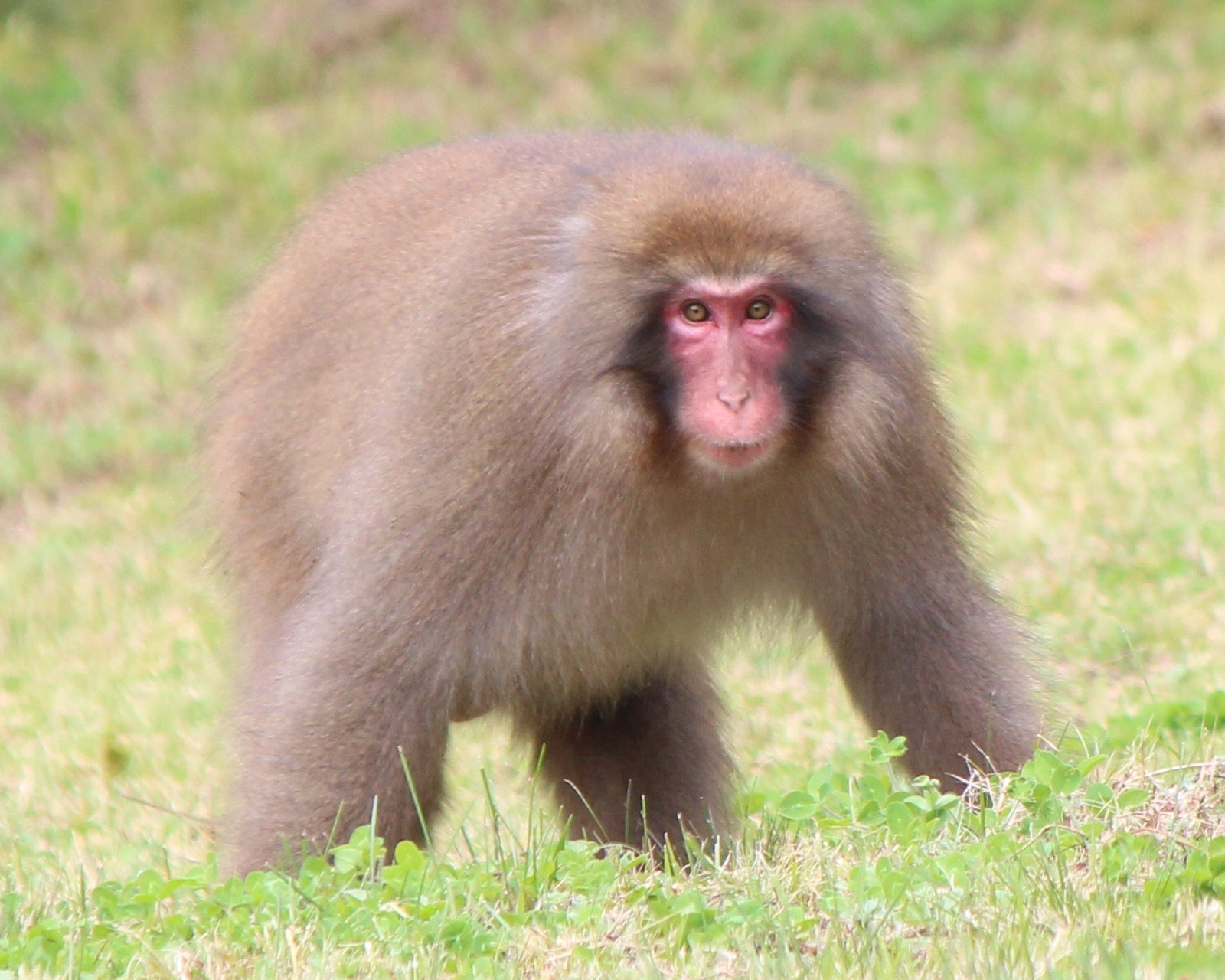
Японский макак

    - Парвотряд: Узконосые обезьяны (Обезьяны Старого Света)
      - Надсемейство: Мартышкообразные
        - Семейство: Мартышковые
          - Подсемейство: Мартышковые
            - Род: Макаки
              - Японский макак, Macaca fuscata  (Хонсю, Сикоку, Кюсю и прилегающие более мелкие острова; популяция Аомори является самыми северными приматами, не относящимися к человеку[5]; несколько популяций и/или родственных мест обитания были признаны памятниками природы, в том числе на полуострове Симокита[4])
              - Тайваньский макак, Macaca cyclopis  (интродуцированные виды; обитающие на полуострове Симокита были вывезены в 2004 году[5])
              - Макак-резус, Macaca mulatta  (дикие особи, наблюдаемые на полуострове Босо в префектуре Тиба[5])

#### Отряд:Грызуны
- Подотряд: Дикобразообразные
  - Семейство: Щетинистые крысы
    - Подсемейство: Echimyinae
      - Род: Нутрии

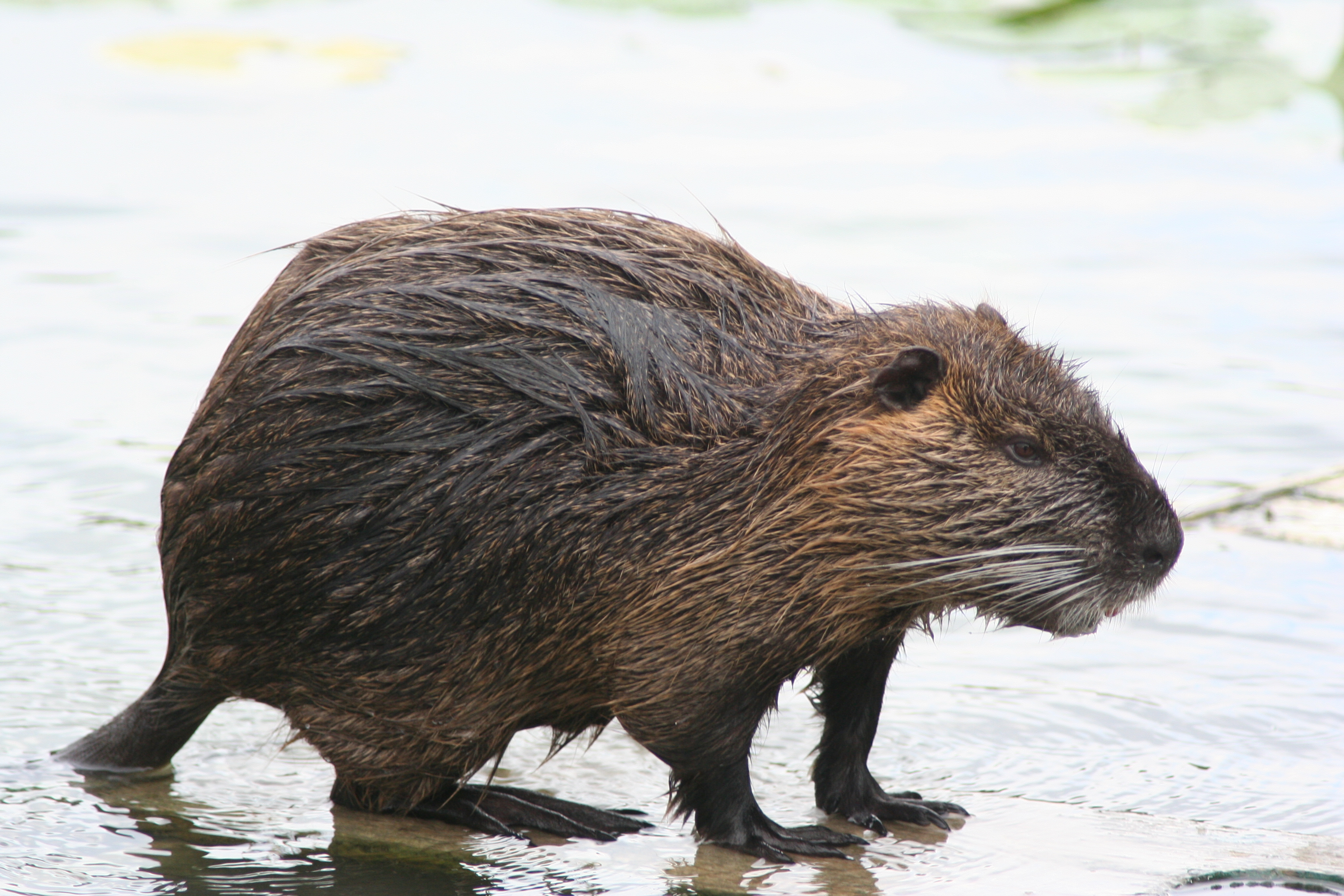
Нутрия

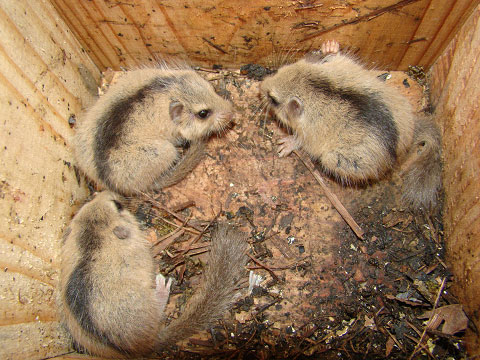
Японская соня

        - Нутрия, Myocastor coypus  (завезён из Южной Америки)
- Подотряд: Мышеобразные
  - Семейство: Хомяковые (хомяки, полевки, лемминги, крысы и мыши Нового Света)
    - Подсемейство: Полёвковые
      - Род: Серые полёвки
        - Японская полёвка, Microtus montebelli  (эндемик; Хонсю, Кюсю, остров Садо, Нотодзима)

      - Род: Лесные полёвки
        - Японская красная полёвка, Myodes andersoni  (эндемик; центральный и северный Хонсю)
        - Myodes rex, Myodes rex  (Хоккайдо и прилегающие более мелкие острова)
          - Myodes rex montanus (MOE: ) (Хоккайдо и прилегающие более мелкие острова)
          - Myodes rex rex (MOE: ) (Рисири)

        - Красно-серая полёвка, Myodes rufocanus  (Хоккайдо и прилегающие более мелкие острова)
        - Красная полёвка, Myodes rutilus  (Хоккайдо)
        - Полёвка Смита, Myodes smithii  (эндемик; Хонсю, Сикоку, Кюсю)

      - Род: Ондатры
        - Ондатра, Ondatra zibethicus  (завезён из Северной Америки)

  - Семейство: Мышиные (мыши, крысы, песчанки и др.)
    - Подсемейство: Мышиные
      - Род: Лесные и полевые мыши
        - Полевая мышь, Apodemus agrarius  (MOE: ) (Сенкаку)
        - Малая японская мышь, Apodemus argenteus  (широко распространен; не встречается на Окинаве)
        - Восточноазиатская лесная мышь, Apodemus peninsulae  (Хоккайдо)
        - Японская лесная мышь, Apodemus speciosus  (широко распространен; не встречается на Окинаве)

      - Род: Диплотриксы
        - Рюкюйская крыса, Diplothrix legata  (MOE: ) (эндемик острова Осима, Токуносима и Окинавы; памятник природы[4])

      - Род: Мыши-малютки
        - Мышь-малютка, Micromys minutus  (не встречается на Хоккайдо, Тохоку, Окинаве)

      - Род: Домовые мыши
        - Рюкюйская мышь, Mus caroli  (Окинава)
        - Домовая мышь, Mus musculus  (широко распространен; комменсален с людьми)

      - Род: Крысы
        - Малая крыса, Rattus exulans  (завезён на остров Мияко)
        - Серая крыса, Rattus norvegicus  (сосредоточены в городских районах)
        - Крыса Танезуми, Rattus tanezumi  (сосредоточены в городских районах)

      - Род: Рюкюские колючие мыши
        - Окинавская мышь, Tokudaia muenninki  (MOE: ) (эндемик острова Окинава; памятник природы[4])
        - Рюкийская мышь, Tokudaia osimensis  (MOE: ) (эндемик острова Осима; памятник природы[4])
        - Tokudaia tokunoshimensis  (MOE: ) (эндемик острова Токуносима; памятник природы[4])
- Подотряд: Белкообразные
  - Семейство: Беличьи (белки)
    - Подсемейство: Callosciurinae
      - Триба: Callosciurini
        - Род: Прекрасные белки
          - Краснобрюхая белка, Callosciurus erythraeus  (интродуцирован; натурализованные популяции от Ибараки до Миядзаки)

    - Подсемейство: Sciurinae
      - Триба: Sciurini
        - Род: Белки
          - Японская белка, Sciurus lis  (эндемик; Хонсю и Сикоку; никаких недавних встреч с островов Кюсю или Авадзи)
          - Обыкновенная белка, Sciurus vulgaris 
            - Sciurus vulgaris orientis (Хоккайдо)

      - Триба: Pteromyini
        - Род: Гигантские летяги
          - Японская гигантская летяга, Petaurista leucogenys  (эндемик; Хонсю, Сикоку и Кюсю)

        - Род: Евразийские летяги
          - Японская летяга, Pteromys momonga  (эндемик; Хонсю, Сикоку, Кюсю)
          - Обыкновенная летяга, Pteromys volans  (найден на Хоккайдо, как Pteromys volans orii)
            - Pteromys volans orii (Хоккайдо)

    - Подсемейство: Xerinae
      - Триба: Marmotini
        - Род: Eutamias
          - Азиатский бурундук, Eutamias sibiricus  (Хоккайдо и прилегающие более мелкие острова)
            - Eutamias sibiricus lineatus (MOE: )

  - Семейство: Соневые (сони)
    - Подсемейство: Myoxinae
      - Род: Японские сони
        - Японская соня, Glirulus japonicus  (эндемик; Хонсю, Сикоку, Кюсю, Дого; памятник природы[4])

#### Отряд:Зайцеобразные(зайцы, кролики и пищухи)

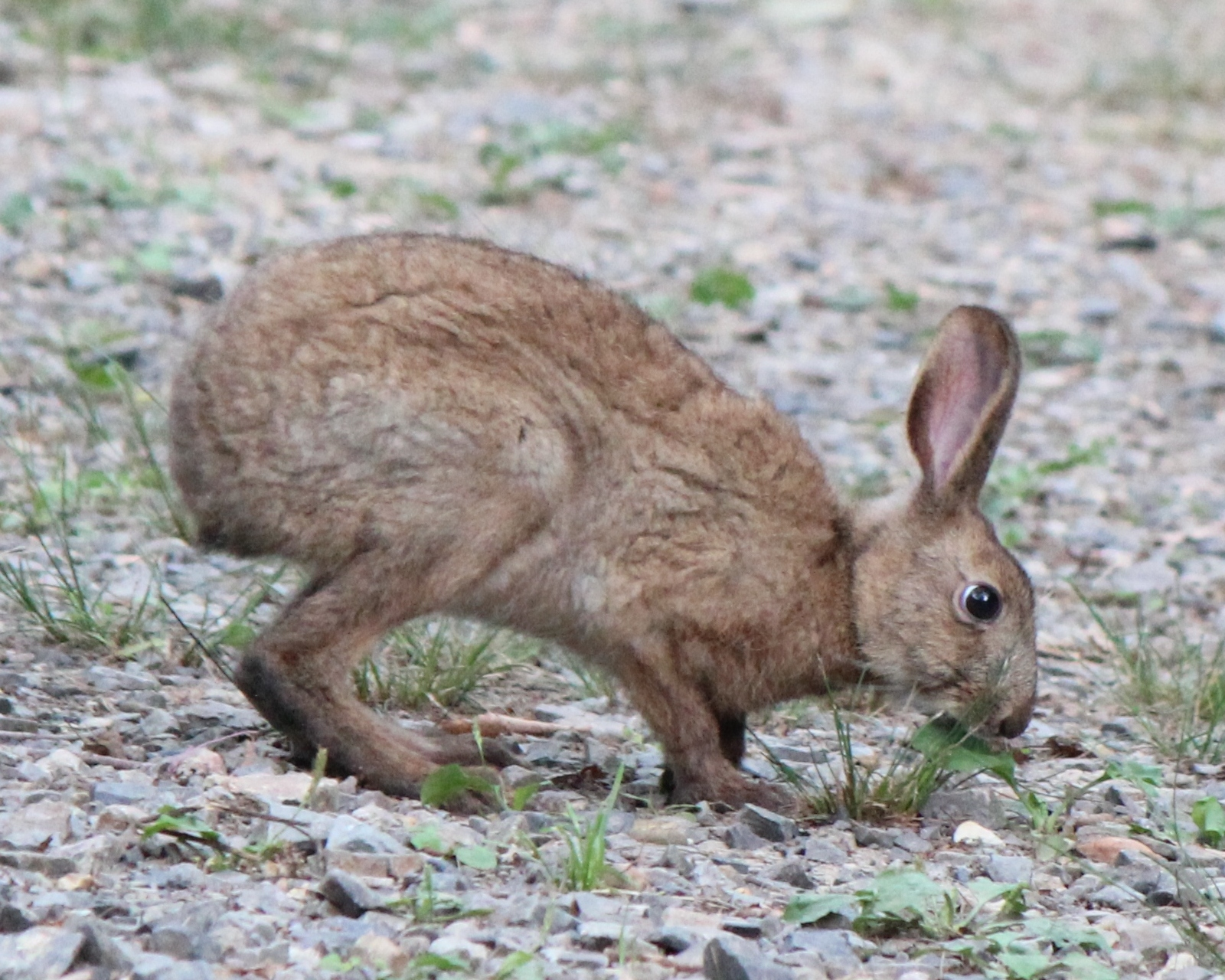
Японский кустарниковый заяц

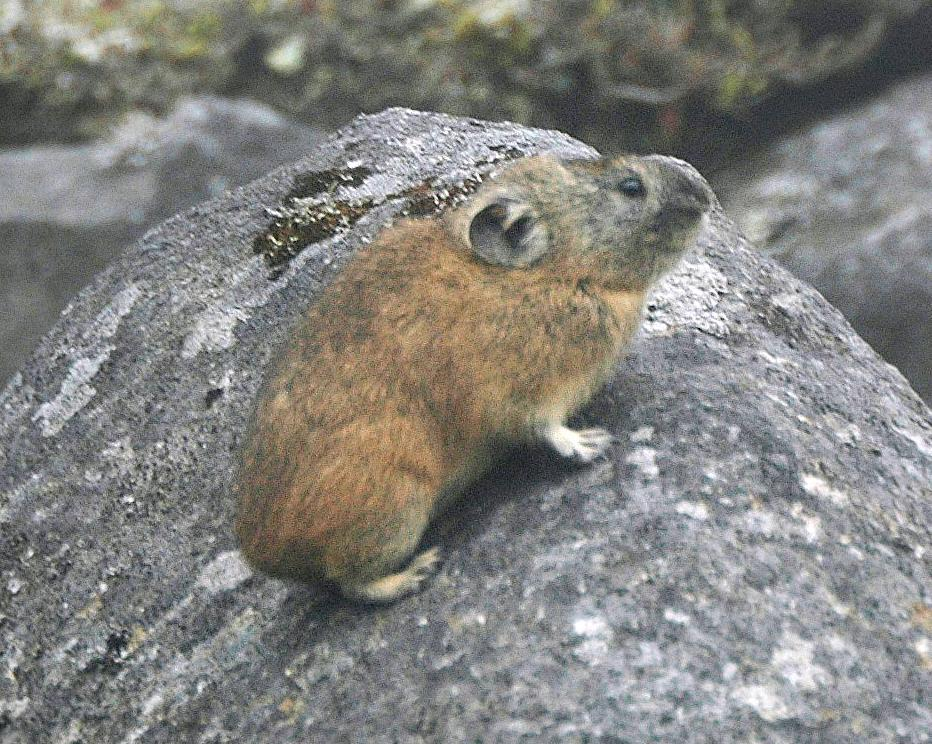
Северная пищуха

- Семейство: Зайцевые (зайцы и кролики)
  - Род: Зайцы
    - Японский кустарниковый заяц, Lepus brachyurus  (эндемик; Хонсю, Сикоку, Кюсю и прилегающие более мелкие острова)
      - Lepus brachyurus lyoni (MOE: ) (Садо)

    - Заяц-беляк, Lepus timidus  (Хоккайдо, Кунашир, Итуруп)
      - Lepus timidus ainu (Хоккайдо)

  - Род: Кролики
    - Дикий кролик, Oryctolagus cuniculus  (одичавшие на тринадцати островах)

  - Род: Лазающие зайцы
    - Лазающий заяц, Pentalagus furnessi  (MOE: ) (эндемик островов Осима и Токуносима; памятник природы[4])
- Семейство: Пищуховые (пищухи)
  - Род: Пищухи
    - Северная пищуха, Ochotona hyperborea 
      - Ochotona hyperborea yesoensis (MOE: ) (Хоккайдо)

#### Отряд:Насекомоядные(землеройки, ежи и кроты)
- Семейство: Ежовые
  - Подсемейство: Настоящие ежи
    - Род: Евразийские ежи
      - Амурский ёж, Erinaceus amurensis  (интродуцирован; популяция в районе Одавара и на полуострове Идзу)
- Семейство: Землеройковые
  - Подсемейство: Белозубочьи
    - Род: Белозубки
      - Японская белозубка, Crocidura dsinezumi  (от Хоккайдо до Кагосимы; также Чеджу)
      - Рюкийская белозубка, Crocidura orii  (MOE: ) (эндемик островов Амами)
      - Маньчжурская белозубка, Crocidura shantungensis  (MOE: ) (Цусима)
      - Crocidura watasei  (MOE: ) (эндемик островов Рюкю)

    - Род: Многозубки
      - Домовая многозубка, Suncus murinus  (Рюкю, Фукуэ, Кюсю (Нагасаки, Кагосима))

  - Подсемейство: Бурозубки
    - Триба: Nectogalini
      - Род: Chimarrogale
        - Chimarrogale platycephalus  (эндемик; Хонсю и Кюсю)

    - Триба: Soricini
      - Род: Бурозубки
        - Средняя бурозубка, Sorex caecutiens  (Хоккайдо, Кунашир)
        - Дальневосточная бурозубка, Sorex gracillimus  (Хоккайдо и прилегающие более мелкие острова)
        - Бурозубка Азуми, Sorex hosonoi  (MOE: ) (эндемик; центральное Хонсю)
        - Крошечная бурозубка, Sorex minutissimus 
          - Sorex minutissimus hawkeri (MOE: ) (Хоккайдо, Кенбокки, Кунашир)

        - Японская бурозубка, Sorex shinto  (эндемик; подвиды на Хонсю, Садо и Сикоку)
          - Sorex shinto shikokensis (MOE: ) (Сикоку)

        - Когтистая бурозубка, Sorex unguiculatus  (Хоккайдо и прилегающие более мелкие острова)
- Семейство: Кротовые
  - Подсемейство: Кроты
    - Триба: Talpini
      - Род: Могеры
        - Этигская могера, Mogera etigo  (MOE: ) (эндемик; Ниигата)
        - Mogera imaizumii  (эндемик; Хонсю, Сикоку и прилегающие более мелкие острова)
        - Садоская могера, Mogera tokudae  (MOE: ) (эндемик острова Садо)
        - Японская могера, Mogera wogura  (эндемик; южное Хонсю, Сикоку, Кюсю и прилегающие более мелкие острова)
        - Mogera uchidai  (MOE: ) (эндемик островов Сенкаку)

      - Род: Oreoscaptor
        - Японский горный крот, Oreoscaptor mizura  (MOE: ) (эндемик; Хонсю)

    - Триба: Urotrichini
      - Род: Dymecodon
        - Dymecodon pilirostris  (эндемик; Хонсю, Сикоку, Кюсю)

      - Род: Японские землеройковые кроты
        - Японский землеройковый крот, Urotrichus talpoides  (эндемик; Хонсю, Сикоку, Кюсю и прилегающие более мелкие острова)

#### Отряд:Рукокрылые(летучие мыши)
- Семейство: Крылановые
  - Подсемейство: Pteropodinae
    - Род: Летучие лисицы
      - Рюкюйская летучая лисица, Pteropus dasymallus  (Рюкю)
        - Pteropus dasymallus daitoensis (MOE: ) (Острова Бородино; памятник природы[4])
        - Pteropus dasymallus dasymallus (MOE: ) (Осуми и Токара)

      - Pteropus loochoensis  (MOE: )
      - Бонинская летучая лисица, Pteropus pselaphon  (MOE: ) (эндемик островов Бонин и Кадзан)
- Семейство: Подковогубые
  - Род: Подковогубы
    - Рюкюйский листонос, Hipposideros turpis  (эндемик островов Яэяма)
- Семейство: Подковоносые
  - Подсемейство: Pteropodinae
    - Род: Подковоносы
      - Малый японский подковонос, Rhinolophus cornutus (эндемик; широко распространен)
        - Rhinolophus cornutus orii (MOE: ) (Амами)

      - Большой подковонос, Rhinolophus ferrumequinum  (широко распространен)
      - Rhinolophus pumilus (эндемик на Окинаве)
        - Rhinolophus pumilus pumilus (MOE: ) (Окинава)
        - Rhinolophus pumilus miyakonis (MOE: ) (Мияко)

      - Rhinolophus perditus  (MOE: ) (эндемик островов Яэяма)
        - Rhinolophus perditus imaizumii (Ириомоте)
- Семейство: Бульдоговые летучие мыши
  - Род: Складчатогубы
    - Tadarida insignis  (MOE: ) (не найдено на Окинаве)
    - Tadarida latouchei  (MOE: ) (Амами, Кутиноэрабу)
- Семейство: Длиннокрыловые
  - Род: Длиннокрылы
    - Восточный длиннокрыл, Miniopterus fuliginosus (Хонсю, Сикоку, Кюсю и прилегающие более мелкие острова)
    - Бурый длиннокрыл, Miniopterus fuscus  (MOE: ) (эндемик островов Рюкю)
- Семейство: Гладконосые
  - Подсемейство: Vespertilioninae
    - Род: Широкоушки
      - Синайская широкоушка, Barbastella leucomelas 
        - Barbastella leucomelas darielingensis (Хоккайдо, Кунашир, Хонсю и Сикоку)

    - Род: Кожаны
      - Eptesicus japonensis  (MOE: ) (эндемик; центральное Хонсю)
      - Северный кожанок, Eptesicus nilssoni  (Хоккайдо, Кунашир, Итуруп)

    - Род: Кожановидные нетопыри
      - Hypsugo alaschanicus  (MOE: ) (найден на Хоккайдо и Аомори, а также на острове Цусима)
      - Кожановидный нетопырь, Hypsugo savii 

    - Род: Вечерницы
      - Восточная вечерница, Nyctalus aviator  (MOE: ) (широко распространен)
      - Японская вечерница, Nyctalus furvus  (MOE: ) (эндемик; центральное и северное Хонсю)

    - Род: Нетопыри
      - Восточный нетопырь, Pipistrellus abramus  (широко распространен)
      - Нетопырь Эндо, Pipistrellus endoi  (MOE: ) (эндемик; Хонсю и Сикоку)
      - Нетопырь Стэрди, Pipistrellus sturdeei  (MOE: ) (эндемик; не найден с тех пор, как типовой экземпляр был собран на Хахадзиме в 1915 году)

    - Род: Ушаны
      - Plecotus sacrimontis  (эндемик; не найдено на Окинаве)

    - Род: Двухцветные кожаны
      - Двухцветный кожан, Vespertilio murinus  (MOE: ) (найдено на Хоккайдо, Аомори и Исикава)
      - Восточный кожан, Vespertilio sinensis  (широко распространен; не найдено на Окинаве)

  - Подсемейство: Murininae
    - Род: Трубконосы
      - Сибирский трубконос, Murina hilgendorfi  (широко распространен; не найдено на Окинаве)
      - Рюкюйский трубконос, Murina ryukyuana  (MOE: ) (эндемик на островах Рюкю)
      - Цусимский трубконос, Murina tenebrosa  (MOE: ) (эндемик; не найден с тех пор, как типовой экземпляр был собран на острове Цусима в 1962 году)
      - Уссурийский трубконос, Murina ussuriensis  (широко распространен; не найдено на Окинаве)

  - Подсемейство: Myotinae
    - Род: Ночницы
      - Амурская ночница, Myotis bombinus  (MOE: ) (как Myotis nattereri bombinus) (широко распространен; не найдено на Окинаве)
      - Длиннохвостая ночница, Myotis frater  (к северу от Гифу)
      - Myotis gracilis  (как Myotis sibiricus) (MOE: ) (Хоккайдо, Кунашир, Итуруп)
      - Ночница Иконникова, Myotis ikonnikovi  (Хоккайдо, Кунашир, Хонсю)
      - Длиннопалая ночница, Myotis macrodactylus  (широко распространен)
      - Myotis petax  (Хоккайдо, Кунашир, Итуруп)
      - Седая ночница, Myotis pruinosus  (MOE: ) (эндемик; Хонсю, Сикоку, Кюсю)
      - Myotis rufoniger  (MOE: ) (как Стройная ночница, Myotis formosus) (найдено на Цусиме)
      - Myotis yanbarensis  (MOE: ) (эндемик на островах Рюкю)

#### Отряд:Китообразные(киты)
- Подотряд: Усатые киты
  - Семейство: Гладкие киты
    - Род: Гренландские киты
      - Гренландский кит, Balaena mysticetus

    - Род: Южные киты
      - Японский кит, Eubalaena japonica 

  - Семейство: Полосатиковые
    - Подсемейство: Balaenopterinae
      - Род: Полосатики
        - Северный малый полосатик, Balaenoptera acutorostrata 
        - Сейвал, Balaenoptera borealis 
        - Полосатик Брайда, Balaenoptera edeni 
        - Синий кит, Balaenoptera musculus  (нет недавних встреч в соседних водах)
        - Balaenoptera omurai, Balaenoptera omurai 
        - Финвал, Balaenoptera physalus 

    - Подсемейство: Megapterinae
      - Род: Горбатые киты
        - Горбатый кит, Megaptera novaeangliae  (регулярные наблюдения на островах Бонин и Окинава)

  - Семейство: Серые киты
    - Род: Серые киты
      - Серый кит, Eschrichtius robustus  (случайные наблюдения западной субпопуляции )
- Подотряд: Зубатые киты
  - Надсемейство: Platanistoidea
    - Семейство: Нарваловые
      - Подсемейство: Delphinapterinae
        - Род: Белухи
          - Белуха, Delphinapterus leucas  мигрирующий

    - Семейство: Морские свиньи
      - Род: Беспёрые морские свиньи
        - Восточноазиатская морская свинья, Neophocaena asiaeorientalis 

      - Род: Морские свиньи
        - Обыкновенная морская свинья, Phocoena phocoena 

      - Род: Белокрылые морские свиньи
        - Белокрылая морская свинья, Phocoenoides dalli 

    - Семейство: Кашалотовые
      - Род: Кашалоты
        - Кашалот, Physeter macrocephalus 

    - Семейство: Карликовые кашалоты
      - Род: Карликовые кашалоты
        - Карликовый кашалот, Kogia breviceps 
        - Малый карликовый кашалот, Kogia sima 

    - Семейство: Клюворыловые
      - Род: Плавуны
        - Северный плавун, Berardius bairdii 
        - Малый плавун, Berardius minimus 

      - Род: Австралийские ремнезубы
        - Австралийский ремнезуб, Indopacetus pacificus 

      - Род: Ремнезубы
        - Ремнезуб Хаббса, Mesoplodon carlhubbsi 
        - Тупорылый ремнезуб, Mesoplodon densirostris 
        - Японский ремнезуб, Mesoplodon ginkgodens 
        - Командорский ремнезуб, Mesoplodon stejnegeri 

      - Род: Клюворылы
        - Клюворыл, Ziphius cavirostris 

    - Семейство: Дельфиновые (морские дельфины)
      - Подсемейство: Delphininae
        - Род: Дельфины-белобочки
          - Длиннорылая белобочка, Delphinus capensis 
          - Белобочка, Delphinus delphis 

        - Род: Малайзийские дельфины
          - Малайзийский дельфин, Lagenodelphis hosei 

        - Род: Продельфины
          - Узкорылый продельфин, Stenella attenuata 
          - Полосатый дельфин, Stenella coeruleoalba 
          - Длиннорылый продельфин, Stenella longirostris  (распространен вокруг островов Бонин)

        - Род: Афалины
          - Индийская афалина, Tursiops aduncus 
          - Афалина, Tursiops truncatus 

      - Подсемейство: Globicephalinae
        - Род: Карликовые косатки
          - Карликовая косатка, Feresa attenuata 

        - Род: Гринды
          - Короткоплавниковая гринда, Globicephala macrorhynchus 

        - Род: Серые дельфины
          - Серый дельфин, Grampus griseus 

        - Род: Бесклювые дельфины
          - Широкомордый дельфин, Peponocephala electra 

        - Род: Малые косатки
          - Малая косатка, Pseudorca crassidens 

        - Род: Крупнозубые дельфины
          - Крупнозубый дельфин, Steno bredanensis 

      - Подсемейство: Lissodelphininae
        - Род: Китовидные дельфины
          - Северный китовидный дельфин, Lissodelphis borealis 

        - Род: Sagmatias
          - Тихоокеанский белобокий дельфин, Sagmatias obliquidens 

      - Базальная группа
        - Род: Косатки
          - Косатка, Orcinus orca

#### Отряд:Хищные(хищники)
- Подотряд: Кошкообразные
  - Семейство: Кошачьи (кошки)
    - Подсемейство: Малые кошки
      - Род: Восточные кошки

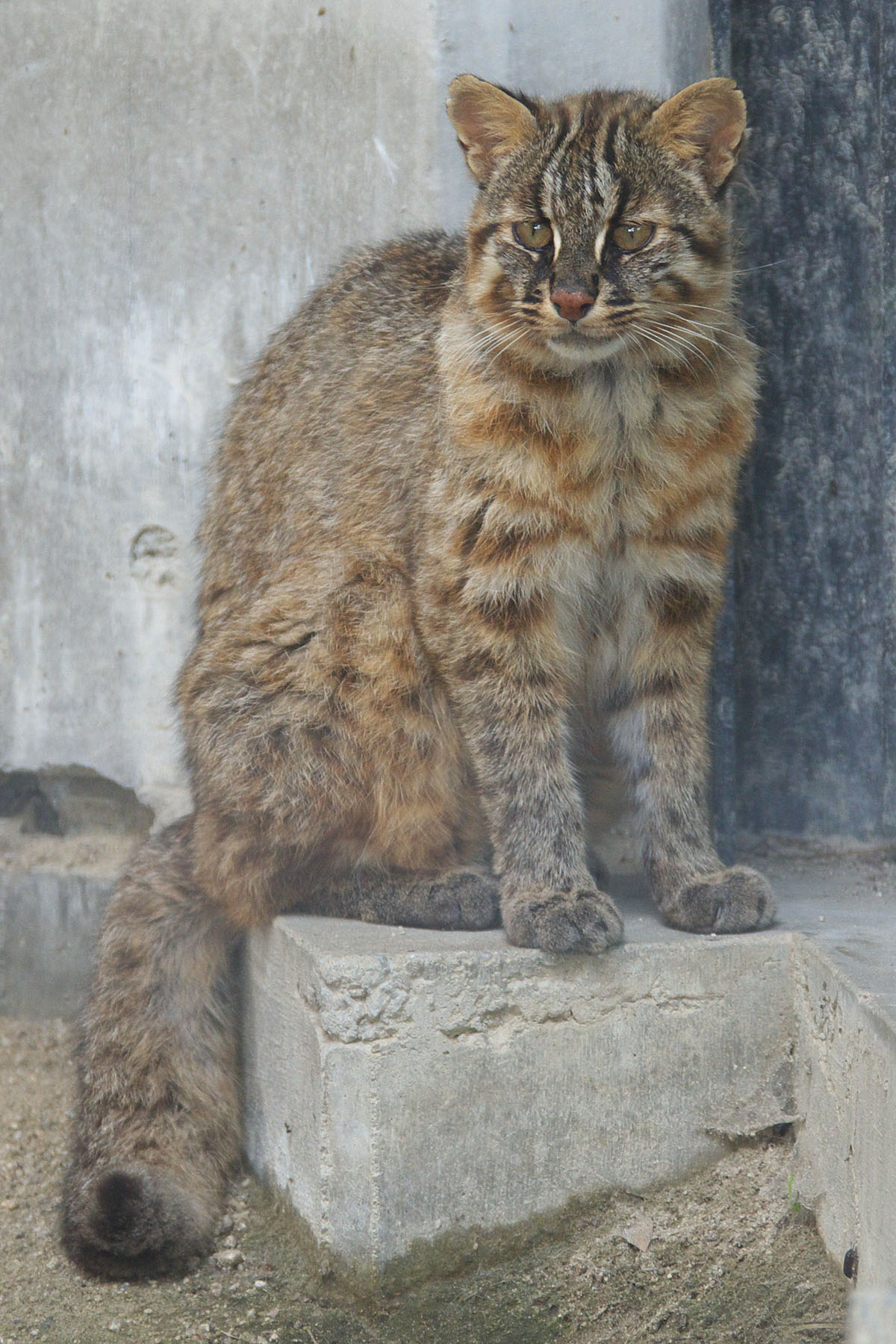
Амурский лесной кот

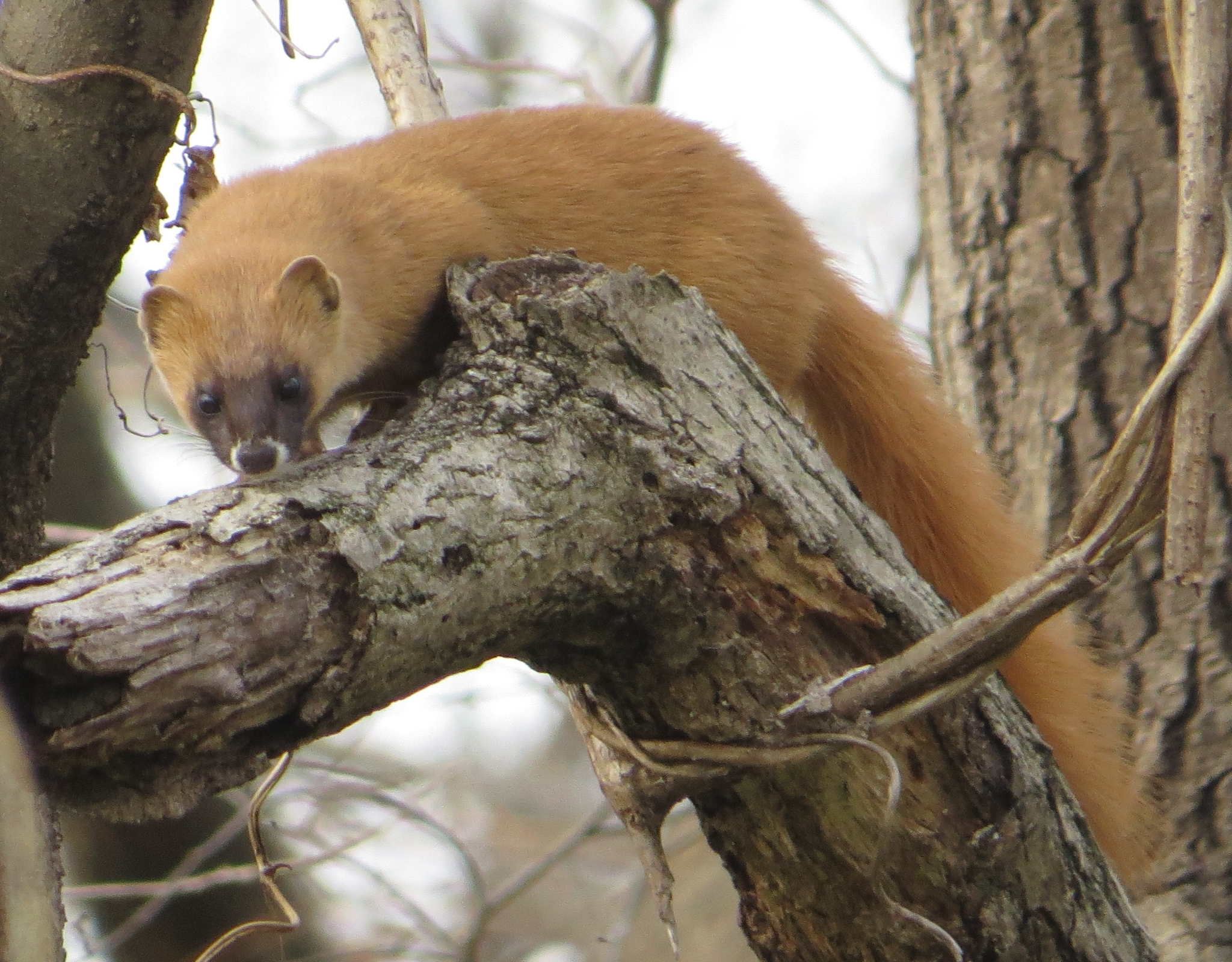
Итатси

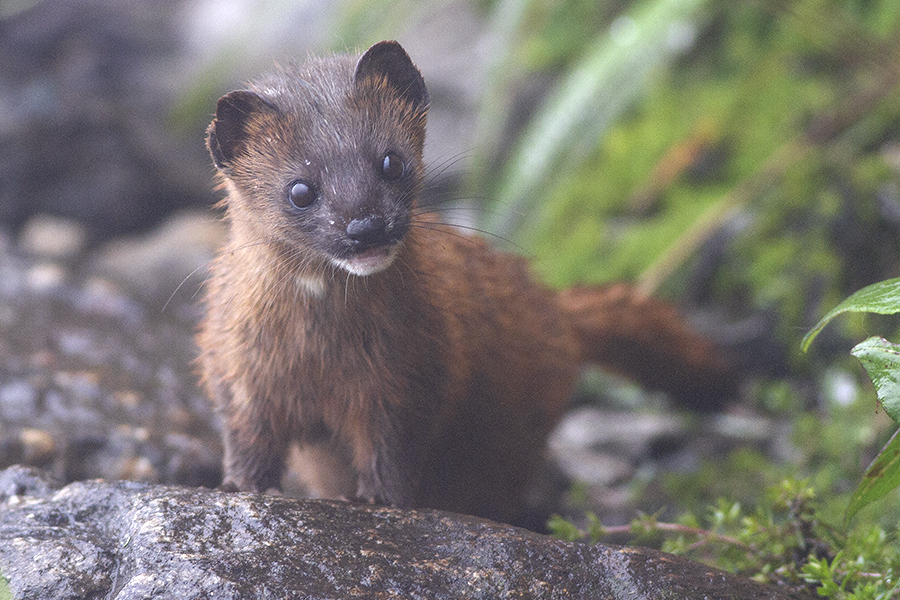
Колонок

        - Бенгальская кошка, Prionailurus bengalensis 
          - Амурский лесной кот, Prionailurus bengalensis euptilurus (MOE: ) (Цусима; памятник природы[4])
          - Ириомотейская кошка, Prionailurus bengalensis iriomotensis  (MOE: ) (Ириомоте; памятник природы[4])

    - Подсемейство: Большие кошки
      - Род: Пантеры
        - Леопард, Panthera pardus  уничтожен в доисторические времена

  - Семейство: Виверровые
    - Подсемейство: Paradoxurinae
      - Род: Гималайские циветы
        - Гималайская цивета, Paguma larvata  (интродуцирован; Хонсю, Сикоку, Кюсю, Рюкю)

      - Род: Страннохвосты
        - Мусанг, Paradoxurus hermaphroditus интродуцирован

  - Семейство: Мангустовые (мангусты)
    - Род: Urva
      - Малый мангуст, Urva auropunctata  (интродуцирован на Окинаве и Осиме, а также в районах городов Сацумасендай и Кагосима)
- Подотряд: Собакообразные
  - Семейство: Псовые (собаки, лисы)
    - Род: Волки
      - Волк, Canis lupus  уничтожен
        - Японский волк, Canis lupus hattai  (Хоккайдо)
        - Японский хондосский волк, Canis lupus hodophilax  (Хонсю, Сикоку, Кюсю)

    - Род: Лисицы
      - Обыкновенная лисица, Vulpes vulpes 
        - Vulpes vulpes japonica (Хонсю, Сикоку, Кюсю)
        - Vulpes vulpes schrencki (Хоккайдо)

    - Род: Енотовидные собаки
      - Енотовидная собака, Nyctereutes procyonoides
        - Японская енотовидная собака, Nyctereutes procyonoides viverrinus  (эндемик; Хонсю, Сикоку, Кюсю и прилегающие более мелкие острова; место обитания тануки в Ямагути является памятником природы[4])
        - Енотовидная собака Хоккайдо, Nyctereutes procyonoides albus (Хоккайдо, Окусири)

  - Семейство: Медвежьи (медведи)
    - Род: Медведи
      - Бурый медведь, Ursus arctos 
        - Японский бурый медведь, Ursus arctos lasiotus (Хоккайдо, Кунашир, Итуруп)

      - Гималайский медведь, Ursus thibetanus 
        - Японский белогрудый медведь, Ursus thibetanus japonicus (Хонсю и Сикоку, ранее также на Кюсю)

  - Семейство: Енотовые (еноты)
    - Род: Еноты
      - Енот-полоскун, Procyon lotor  (интродуцирован из Америки)

  - Семейство: Куньи (куньи)
    - Подсемейство: Барсучьи
      - Род: Барсуки
        - Японский барсук, Meles anakuma  (эндемик; Хонсю, Сикоку, Кюсю)

    - Подсемейство: Guloninae
      - Род: Куницы
        - Японский соболь, Martes melampus  (эндемик; Хонсю, Сикоку, Кюсю)
          - Martes melampus tsuensis (MOE: ) (эндемик; Цусима; памятник природы[4]

        - Соболь, Martes zibellina 
          - Курильский соболь, Martes zibellina brachyura (MOE: ) (Хоккайдо)

    - Подсемейство: Выдровые
      - Род: Каланы
        - Калан, Enhydra lutris  (MOE: ) (восточное Хоккайдо)

      - Род: Выдры
        - Японская выдра, Lutra nippon  (последний раз встречался на Хонсю в 1954 и на Коти в 1979 годах[6])

    - Подсемейство: Куньи
      - Род: Ласки и хорьки
        - Горностай, Mustela erminea 
          - Mustela erminea nippon (MOE: ) (центральное и северное Хонсю)
          - Mustela erminea orientalis (MOE: ) (Хоккайдо)

        - Итатси, Mustela itatsi  (эндемик на Хонсю, Сикоку, Кюсю и на прилегающих более мелких островах; интродуцирован на Хоккайдо, островах Рисири, Ребун, Рюкю и т. д. для борьбы с крысами)
        - Ласка, Mustela nivalis 
          - Mustela nivalis namiyei (MOE: ) (Тохоку)
          - Mustela nivalis nivalis (Хоккайдо)

        - Колонок, Mustela sibirica  (MOE: ) (абориген острова Цусима, завезен в западную Японию)

      - Род: Neogale
        - Американская норка, Neogale vison  (интродуцирован; Хоккайдо, Нагано, Фукусима; встречи с других мест были на Хонсю и Кюсю)

  - Семейство: Ушастые тюлени (ушастые тюлени, морские львы)
    - Род: Северные морские котики
      - Северный морской котик, Callorhinus ursinus  (северная Япония)

    - Род: Сивучи
      - Сивуч, Eumetopias jubatus  (MOE: )
        - Eumetopias jubatus jubatus  (Хоккайдо и полуостров Симокита)

    - Род: Калифорнийские морские львы
      - Японский морской лев, Zalophus japonicus  (MOE: ) (последняя встреча на Такесиме в 1975)

  - Семейство: Настоящие тюлени
    - Подсемейство: Monachinae
      - Род: Морские слоны
        - Северный морской слон, Mirounga angustirostris  (мигрирующий)

    - Подсемейство: Phocinae
      - Род: Морские зайцы
        - Морской заяц, Erignathus barbatus  (Хоккайдо и мигрирующий)
          - Erignathus barbatus nauticus  (мигрирующий)

      - Род: Histriophoca
        - Полосатый тюлень, Histriophoca fasciata  (северо-восточное Хоккайдо)

      - Род: Обыкновенные тюлени
        - Пятнистый тюлень, Phoca largha  (Хоккайдо)
        - Обыкновенный тюлень, Phoca vitulina  (MOE: ) (Хоккайдо)
          - Тюлень Стейнегера, Phoca vitulina stejnegeri  (восточное Хоккайдо)

      - Род: Нерпы
        - Кольчатая нерпа, Pusa hispida  (особенно на севере Хоккайдо)

#### Отряд:Парнокопытные
- Семейство: Свиные (свиньи)
  - Подсемейство: Suinae
    - Род: Кабаны
      - Кабан, Sus scrofa 

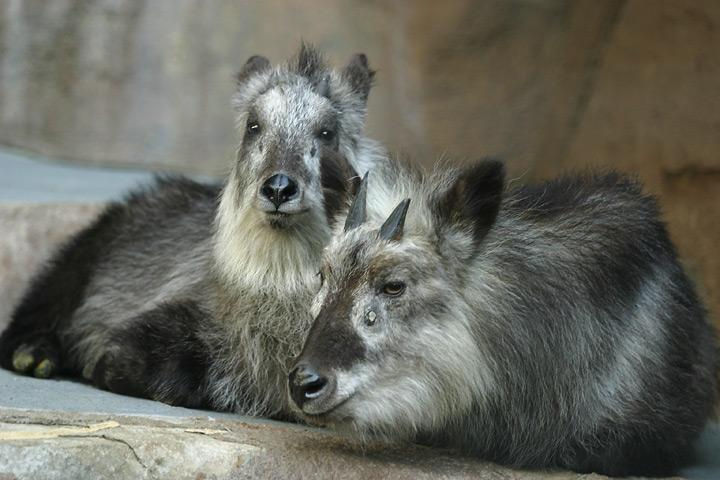
Японский серау

        - Японский кабан Sus scrofa leucomystax (Хонсю к югу от Фукусимы, Сикоку, Кюсю, Авадзи)
        - Рюкюйский кабан Sus scrofa riukiuanus (Рюкю; вдвое меньше, чем Sus scrofa leucomystax)
- Семейство: Оленевые (олени)
  - Подсемейство: Cervinae
    - Род: Мунтжаки
      - Китайский мунтжак, Muntiacus reevesi  (интродуцирован; южный Тиба и Идзуосима)

    - Род: Настоящие олени
      - Пятнистый олень, Cervus nippon  (широко распространен; олени Керама и их среда обитания, а также олени Нара, являются памятниками природы[4])
- Семейство: Полорогие (крупный рогатый скот, антилопы, овцы, козы)
  - Подсемейство: Козлиные
    - Род: Серау
      - Японский серау, Capricornis crispus  (эндемик; Хонсю, Сикоку, Кюсю; памятник природы[4])